# Art Academy of Cincinnati
A Art Academy of Cincinnati é uma faculdade particular de arte e design em Cincinnati, Ohio, credenciada pela National Association of Schools of Art and Design. Foi fundada como McMicken School of Design em 1869, e era um departamento da Universidade de Cincinnati e, mais tarde, em 1887, tornou-se a Art Academy of Cincinnati, a escola de museus do Cincinnati Art Museum.
Em 1998, a Academia de Arte de Cincinnati separou-se legalmente do museu e tornou-se uma faculdade independente de arte e design. Os graus concedidos são o de Associado de Ciências em Design Gráfico; o Bacharel em Belas Artes em Escrita Criativa, Design, Ilustração, Pintura e Desenho, Fotografia, Mídia Impressa e Escultura; e o Master of Arts em Educação Artística, que é ministrado durante os semestres de verão.
A Art Academy mudou-se para suas instalações atuais em 1212 Jackson St. no bairro Over-the-Rhine no outono de 2005.